# إيتالو إستوبينان
إيتالو إستوبينان هو لاعب كرة قدم إكوادوري في مركز الهجوم، ولد في 1952 في إسمرالداس في الإكوادور، وتوفي في 1 مارس 2016 في مدينة مكسيكو في المكسيك بسبب نوبة قلبية. شارك مع منتخب الإكوادور لكرة القدم. أما مع النوادي، فقد لعب مع نادي أمريكا ونادي إيميلك ونادي بويبلا ونادي ديبورتيفو إل ناسيونال ونادي ديبورتيفو تولوكا ونادي كيريتارو.

## وصلات خارجية
- إيتالو إستوبينان على موقع الاتحاد الدولي (مؤرشف)  (الإنجليزية)
- إيتالو إستوبينان على موقع قاعدة بيانات كرة القدم.إي يو (الإنجليزية)